# Marco Pannella
Marco Pannella kršten kao Giacinto Pannella (Teramo, 2. svibnja 1930. – Rim, 19. svibnja 2016.) bio je talijanski političar poznat kao osnivač i dugogodišnji lider Radikalne partije Italije koja je od 1989. poznata kao Transnacionalna radikalna partija.

## Biografija
Pannella se počeo baviti politikom još kao student prava, kao dvadesetogodišnjak bio je lider udruženja studenata Liberalne partije, s 22 predsjednik UGI-a (Udruženja studenata Laika a s 23
predsjednik Nacionalnog saveza studenata (UNURI).
Nakon studija počeo je raditi kao novinar, a 1955. bio je jedan od osnivača Radikalne partije Italije.

### Pannella iRadikalna partija
Pannella se od 1956. sav posvetio Radikalnoj partiji 1956., s njom je u koaliciji s Republikancima radio neuspjeloj izbornoj kampanji 1958. Poučen tim iskustvom lansirao je u časopisu Paese Sera 1959., ideju o savezu svih snaga ljevice u kojoj bi također trebala biti i Komunistička partija Italije.
Od 1960. radi kao dopisnik časopisa Il Giorno u Parizu, u kom se povezao s članovima Fronte nacionalnog oslobođenja Alžira i ostalim liderima alžirskog antikolonijalističkog pokreta. Kako je u međuvremenu Radikalna partija ušla u krizu, izazvanu frakcijskim borbama, vratio se u zemlju i uz pomoć prijatelja iz lijevog centra 1963. preuzeo položaj tajnika Radikalne partije.
Početkom 1965. započeo je kampanju za razvod braka, bitku koja se u to vrijeme činila izgubljenom zbog oštrog protivljenja Kršćanskih demokrata, ali koja je zahvaljujući upornom radu radikala ipak usvojena na referendumu 1974.
Šesdesetih se upoznao s idejama pacifizma i nenasilja kao metoda političke borbe i oduševio Mahatmom Gandhijem.
Nakon Intervencije Varšavskog pakta u Čehoslovačkoj otišao je u Sofiju protestirati protiv te intervecije, zbog čeg je uhićen i projeran iz zemlje.
Sljedeće godine po prvi put štrajka glađa što je kasnije postao zaštitni znak njegova političkog aktivizma.

### Šesdeseteisedamdesete
Pannella je 1973. osnovao i uređivao časopis Liberazione koji je izlazio do 1974. Tih godina bio je inicijator kampanje protiv zabrane abortusa kao i zakona za legalizaciju lakih droga.
Prvi put je izabran za zastupnik u Talijanskom parlamentu 1976., a nakon tog i 1979., 1983. i 1987.
Kad je 1988. ubijen Aldo Moro izbila je žestoka svađa među talijanskim političarima, koji su se podijelili na tvrdolijaše okupljene oko vladajućih Demokršćana, koji su tražili (i ishodili) promjenu zakona na suđenjima teroristima i onih koji su bili protiv promjene zakonodavstva, smatrajući da će se time masovno kršiti ljudska prava optuženih, bez obzira jesu li krivi ili ne.
Pannella se priključio manjini koja je ustrajala da se bez obzira na razlog ljudska prava ne smiju kršiti. 
Isti stav je imao i sicilijanski književnik Leonardo Sciascia, zbog tog mu je Pannella ponudio da ga stavi na Listu Radikalne partije na općim izborima za nacionalni i Europski parlament 1979. 
Književnik je ponudu prihvatio pa su i Pannella i Sciascia izabrani i u talijanski i Europski parlament.
U međuvremenu je 1978. odobren zakon 194 o abortusu, što je diglo na noge brojne katoličke. organizacije koje u tražile poništenje referenduma. Razvila se teška borba, kao i kod pitanja razvoda, ali su Talijani na novom referendumu 17. svibnja 1981. većinom od 67,9% rekli - "ne" poništenju donesenih zakona.
Pannela je brzo shvaćao, i uvidio da je prohibicija zapravo samo način da se droga učini vrlo skupom robom, i tako omogući visoki profit paradržavnim tajnim organizacijama za njihove - tajne političke operacije. Zbog tog se zalagao se za dekrimilizaciju lakih droga, i opet na vrlo nekonvencionalni način -tako što je građanima Rima dijelio hašiš, pa je zbog tog i uhićen. Ali i to je bio njegov nekonvencionalni način da dobije publicitet.
Krajem 1980-ih se zbog lakih droga teško zamjerio oportunističkom Bettinu Craxiju koji je nakon povratka sa službenog puta u Sjedinjene Američke Države smjenio Pannelu kao talijanskog predstavnika u vanjskopolitičkom odboru Europskog parlamenta.
Pannela je među prvima shvatio da je talijanska unutrašnja politika jedan lanac međupartijske korupcije, to je kasnije nazvano tangetopoli i dovelo do procesa Čiste ruke.
Zbog tog je zahtijevao da sve partije podnose javne financijske izvještaje.
I pored svog jasnog antiklerikalizma i brojnih sukoba s crkvom, održavao je relativno korektne odnose s Vatikanom te nije izbjegavao surađivati u akcijama od zajedničkog interesa kao što je zaustavljanje gladi u svijetu.
Borio se i za pravo odbijanja služenja vojnog roka, ukidanje smrtne kazne i doživotnog zatvora.
Pannella je bio beskrompomisni borac protiv malograđanskog lažnog morala, koji je uzdrmao talijansku javnost kad je uspio na izborima 1987. ugurati pornozvijezdu Ilonu Staller -Cicciolinu kao zastupnicu u parlament.

### Devedesete
Iskustvo rada u Europskom parlamentu i želja da on doista postane parlament buduće federalne Europe naveli su Pannellu da transformira Radikale u transnacionalnu i transpartijsku organizaciju što je i izglasano na skupštini u siječnju 1988. u Bologni.
Pored tog Pannella je osjetio i nove vjetrove s istoka, pa je već 1988. lansirao ideju da i Jugoslaviju treba primiti u Europsku zajednicu.
Prve sugovornike za tu ideju našao je u slovenskoj Zvezi socialistične mladine Slovenije (kasnija Liberalna demokracija Slovenije) pa je sastanak Federalnog vijeća partije krajem 1988. održao u Trstu s nastavkom u Bohinju. Zatim je najavio skupštinu Transnacionalne radikalne partije početkom 1989. u Zagrebu. Kad je to odpalo zbog odbijenice Saveznog sekretarijata za unutrašnje poslove Jugoslavije, prihvatio je ponudu iz mađarske pa je skupština održana u Budimpešti u travnju 1989.
Eksperiment s Transnacionalnom partijom zahtijevao je velika sredstva, jer je pokrenut internetski servis "Agorà" i časopis na 10 jezika (kasnije 14) koji je slan na 250 000 adresa, ključujući 40 000 parlamentaraca i političara iz preko 100 zemalja na 4 kontinenta.
Iako je bio uvjereni pacifist Pannella se nije ustručavao glasno suprotstaviti Slobodanu Miloševiću, kad je napao Vukovar i Osijek. Na poziv Vlastimira Kusika došao je u Osijek, 31. prosinca 1991. proslaviti Novu godinu. Usred stalnih topničkih napada. 
U znak protesta navukao je uniformu hrvatske vojske - ta fotografija izazvala je snažan dojam u svijetu. 
Pannella se još glasnije usprotivio krvavom ratu u Bosni i Hercegovini i apelirao da se on spriječi intervencijom snaga UNPROFOR-a.
Kao uvjereni protivnik smrtne kazne Pannela je štrajkao glađu 2006. protiv vješanja Saddama Husseina.
Pored rada u talijanskom i Europskom parlamentu Pannella je obavljao i brojne funkcije u skupštinama od Ostie, Trsta, Catanije, Napulja, Terama, Rima, L'Aquile do Lacija i Abruzza.
Umro je u Rimu u 19. svibnja 2016. 86 godini.

## Vanjske poveznice
- Marco Pannella na portalu Biografie Online (tal.)
- Biografia na portalu Partito Radicale Transnazionale (tal.)